# أبو بكر الخصاف
أبو بكر الخَصَّاف العلامة، شيخ الحنفية، فقيه حنفي، ومحدث، وفرضيّ.

## اسمه ولقبه
هو أبو بكر، أحمد بن عمرٍو وقيل عُمَر بن مُهَيْرٍ وقيل مِهران الشَّيْبَاني البغدادي، المعروف بالخَصّاف.
والخَصَّاف، لُقِّب به نسبةً إلى خصف النعل وغيره، وإنما اشتهر بذلك لأنه كان يأكل من كسب يده.

## سيرته
كان مقدَّمًا عند الخليفة المهتدي باللَّه، فلما قُتِل المهتدي نُهِب فذهب بعض كتبه.
وكان ورِعًا يأكل من كسب يده.

## درجته في العلم
- قال النديم في الفهرست: « كان فقيهًا، فارضًا، حاسبًا، عالمًا بمذاهب أصحابه».[6][4]

- قال الذهبي يصفه: «العَلاَّمَةُ، شَيْخُ الحَنَفِيَّةِ، أَبُو بَكْرٍ أَحْمَدُ بنُ عَمْرِو بنِ مُهَيْرٍ الشَّيْبَانِيُّ، الفَقِيْهُ، الحَنَفِيُّ، المُحَدِّثُ».[5]

- قال شمس الأئمة الحلواني: «الخصاف رجل كبير في العلم، وهو ممن يصح الاقتداء به».[7]

## ورعه وتقواه في دينه
قال ابن النجار: «وذكر بعض الأئمة أن الخصاف كان زاهدًا ورعًا، يأكل من كسب يده».
قال محمد بن إسحاق النديم: «سَمِعت أبا سهل محمد بن عمر يَحْكِي عن بعض مشايخه ببلخ، قال دخلت بغداد، وإذا على الجسر رجل يُنَادي ثلاثة أيام، يقول ألا إن القاضي أحمد بن عمرو الخصاف استفتي في مَسْأَلَة كذا، فأجاب بكذا وكذا، وهو خطأ، والجواب كذا وكذا، رحم الله من بلغها صاحبها».

## مؤلفاته
1- «أحكام الأوقاف» أورد فيه نصوصًا وآثارًا كثيرة تعزز مشروعية الوقف، واتبع فيه أسلوب الحوار العلمي من سؤال وجواب، واعتنى فيه بالتمثيل والتنظير في الربط بين الوقف والوصية والفرق بينهم.
طبع لأول مرة بعناية ديوان عموم الأوقاف المصرية سنة (1322هـ-1904م) طبعة بولاق.
2- «أدب القاضي» وقد رتبه على مئةٍ وعشرين بابًا، وشرحه فحول العلماء، منهم: أبو بكر الجصاص، وأبو جعفر الهندواني، وأبو الحسين القدوري، وشيخ الإسلام السغدي، وخواهر زاده، وابن مازه المعروف بالصدر الشهيد وهو من أشهر الشروح.  والكتاب طبع عدة مرات مع شرح كتاب الصدر الشهيد.
وتُرْجم الكتاب مع شرح الصدر الشهيد إلى اللغة الإنكليزية، ترجمه د. منير موغل، وصدرت هذه الترجمة عن مطبعة آدم بدلهي، الهند سنة 2004م.
3- «الحِيَل» طبع لأول مرة بمصر القاهرة سنة 1314هـ.
وتُرْجم للألمانية ونشره يوسف شاخت، في هانوفر سنة 1923م.
4- «أحكام الرضاع» طبع سنة 1442هـ.
5- «كتاب النفقات»
6- «كتاب الوصايا»
7- «كتاب الخراج»
هو الكتاب الذي ألفه للمهتدي بالله، فلما قتل المهتدي، نهبت دار الخصاف، وذهبت بعض كتبه.
8- «الشروط الكبير والشروط الصغير»

## وفاته
تُوفِّي ببغداد سنة (261هـ - 875م) عن ثمانين سنة. 